# ألمع
أَلْمَعُ: هي إحدى القبائل الأزدية، ويطلق عليهم رجال ألمع. عد سيف بن عمر وابن الكلبي وغيرهما قبيلة ألمع من السراة مع بارق وغامد، والقصد أنهم يسكنون قرب هاتين القبيلتين، حيث أن بلد بارق في غور السراة، وقبيلة غامد تمتد بلادهم إلى أغوار السراة التهامية، ومنازل ألمع تنتشر على روافد وادي حلي المنحدرة من السراة إلى تهامة، وفي ذلك قال أبو محمد الهمداني: «ألمع، وبارق، ودوس، وغامد، والحجر، إلى جرش بطون الأزد، مما تتلو عنز إلى مكة منحدراً: الحجر باطنها في التهمة: ألمع ويرفى ابنا عثمان في أعالي حلي».  تمتد ديار ألمع على سفوح الطود الغربية مما يتاخم بلاد عسير، وفي ذلك قال فؤاد حمزة: «يحيط بالقبيلة من جنوبيها بنو شعبة أهل الدرب في وادي عتود، ومن شماليها آل موسى وبنو ثوعة من قبائل بارق ومحايل. ومن شرقيها عسير بأقسامها الأربعة، ومن غربيها قبائل المنجحة وبني هلال وقنا وبحر أبو سكينة».
كانت ألمع من أبرز القبائل في معركة القادسية، وهم طليعة جيش سعد بن أبي وقاص، وفي ذلك قال الطبري: «خرج سعد بن أبي وقاص من المدينة قاصدا العراق في أربعة آلاف، ثلاثة ممن قدم عليه من اليمن والسراة وعلى أهل السروات حميضة بن النعمان بن حميضة البارقي وهم بارق وألمع وغامد». حظيت قبيلة ألمع باهتمام إثنوغرافي كبير، وفيهم كيناهان كورنواليس (1916م) يقول:«رجال ألمع تقع ما بين أبها والبحر، وتمتد على طول خمسين ميلا، وبعرض خمسة وعشرين ميلا. ويجاورهم بحر أبو سكينة وبني ثوعة من الشمال، وربيعة ورفيدة وعلكم وبنو مغيد وربيعة اليمن من الشرق، وبنو شعبة في الجنوب، والمنجحة وبنو هلال في الغرب. وعلى الرغم أن رجال ألمع لا يضاهون القبائل الأخرى من حيث كثرة العدد، إلا أنهم أكثر القبائل شهرة بالشجاعة والإقدام في ميدان القتال، إضافة إلى ما يتمتعون به من وحدة صف واعتزاز بالاستقلال». 

## النسب
يجمع النسابون أن ألمع قبيلة أزدية، ولكنهم يختلفون إلى أي فرع من فروع الأزد فابن الكلبي ذكرهم في موضعين من كتابه هكذا:«ألمع بن عمرو بن عدي بن حارثة بن عمرو مزيقياء بطن، فمن بني ألمع جثامة بن زهير بن ذيب الشاعر، وأخوه نافع. وزيد بن عمرو. ومن بني منبه بن أشرك بن ألمع: وهدار بن مخرمة الرئيس، والغطيف بن مخرمة، وعبدالله بن حنظب، هؤلاء بالسراة»، وقال في موضع آخر: «ولد عمرو بن الأزد: ماوية بطن بعمان، وربيعة وألمع بطن بالحجاز، وجحدنة بطن بالحجاز». أما أبو محمد الهمداني في صفة الجزيرة فقد عدهم من الحجر، قائلاً:«الحجر باطنها في التهمة: ألمـع ويرفى ابنا عثمان في أعالي حلي». بينما عد ابن دريد ألمع من بطون بارق. ويرجح أن ألمع تكونت من هذه الأصول الثلاثة، وبقت على ذلك حتى بدء زمن التدوين.
ينحدر معظم الألمعيون من الأزد، إلا أن هناك قبيلة بني زيد وصلب يزعم بعض أفرادها أن أصولهم مختلفة عن ألمع، وفي ذلك قال فؤاد حمزة: «تنسب قبيلة ألمع إلى أزد شنوءة...وينضوي تحت لواء القبيلة الأصلية الأزدية فرقتان هما: أهل الصلب وبنو زيد، وأصلهما من بكر مثل أهل الدرب». ويقيم بين قبيلة ألمع من مئات السنين جماعات من أصحاب الصناعة من أصول مختلفة يقال أن بعضهم من السند، وأيضا ينزل بينهم من أجيال بعيدة أسر تمتهن التجارة، كما يقيم بينهم فخوذ من السادة يعرفون بالحفاظية وآخرين يعرفون بالسادة النعامية، وأيضا هناك فخوذ من الأشراف العبادلة وغيرهم.
وتدعي قبائل من قنا وبحر أبو سكينة نسبا وقربى مع ألمع، خصوصا قبيلتي لتين ومخلوطة، وفي ذلك قال السير كيناهان كورنواليس (1916م):«تقول بحر أبو سكينة إنها على صلة نسب مع رجال ألمع، وهم في حالة ود معهم، كما يعدون بني ثوعة حلفاءهم، أما بنو هلال وآل موسى في خصومة دائمة معهم». 

## قبائل ألمع
تنقسم قبائل ألمع حسب الداعية إلى ثلاثة أقسام، هم:
- ألمع الشام، كما يعرفون بالرفقة، وهم:

1. بَنُو ظالم، وينضوي تحتهم تاريخيا قبيلة مستقلة تدعى البناء.
2. بَنُو قطبة، وينضوي تحتهم قبيلة مستقلة تسمى بنُو العوص.

- أولاد الصيق، وهم قسمين:[14]
  - أ. بني مسعود، وهم:[15]

1. بَنُو قيس بن مسعود.
2. بَنُو جُونة بن مسعود.

- - ب. بني شحب، وهم:

1. قبيلة بني عبد.
2. شديدة، عدا بعض فخوذهم لا تعود بأصولها إلى الصيق.

- بني بكر، وهم:[16]

1. بَنُو زيد.
2. أهل صلب، وتزعم صلب أن الداعي لهم خاصة دون زيد.

### بني ظالم
بني ظالم وهي أكبر قبائل ألمع، وهم أصحاب قرية رجال التاريخية، وترتبط هذه القبيلة ببني قطبة حيث لا يفترقون ويعرفون بالرفقة. وتسكن فخوذها على ضفاف وادي حلي وما ينجز إليه من روافد، وكان يتبع هذه القبيلة سابقا فخذ البناء الذي استقل منذ مئتي عام. ويحد بلادهم شمالاً قبيلة البنا، وجنوبًا بني قيس، ومن الشرق بني قطبة وبني العيص. قال السير كيناهان كورنواليس (1916م):«بنو ظالم يقيمون إلى الجنوب من وادي العوص، وجميعهم يعيشون حياة الاستقرار وهم يمثلون الجزء الأكبر من ألمع؛ إذ يبلغ عددهم 4000 رجل، كما أنهم الأكثر ثراء. وبيدهم أغلب تجارة عسير؛ إذ يجلبون البترول والسكر والملابس وغيرها من عدن ومصوع حيث يبيعونها بصورة رئيسية في قرية رجال الكبيرة. وهم الرواد الأوائل في استيراد الأسلحة النارية من جيبوتي. وهناك أسرة من السادة تعرف بالسادة النعامية، عاشوا بينهم أجيالاً كثيرة وكبيرهم السيد حسن النعمي وهو من أكبر الزعماء. كما أن زين العابدين مفتي عسير الأكبر واحد أهم مستشاري الإدريسي ينتمي إلى بني ظالم، وهو ذو نفوذ كبير في المنطقة». 

### بني قطبة وبني عبد العوص
بني قطبة، وتقع منازلها في أعالي وادي حلي، وكان يتبعها سابقا قبيلة العوص التي استقلت بمشيختها منذ مئة عام. وقاعدتهم هي مدينة الشعبين، ولهم أيضا بلدة الجرف التي تعد مقر محافظة ألمع التجاري. ويقال لهم ولبني ظالم امرفقة أي الرفقة، وهم يشابهون بني ظالم في العادات والتجارة، وترتبط هذه القبيلة بعلاقة قوية مع قبائل بارق. قال كيناهان كورنواليس (1916م):«بني قطبة يسكنون وادي العوص الخصيب الذي ينبع من السودة، ليتصل بوادي الأحابيش بالقرب من عثالف، ثم يصب في وادي ضبع بجوار محايل. وينتشر بني قطبة من أول منشأ الوادي حتى ما وراء عثالف على طول سلسلة من القرى التي تحيطها المزروعات. ويوجد في منحدرات التلال والأودية أشجار كثيرة كبقية ألمع. وعلى الرغم أن بني قطبة يسكنون القرى، إلا أنهم ينزعون إلى الترحال، وهم أهم من يحترف استعمال الجمال في نقل التجارة عبر جميع طرق تجارة عسير إلى صبيا والقنفذة وبارق وأحيانا قد يصلون إلى بيشة ومكة. ويسكن بينهم جماعة من العبادلة الأشراف. وشيخهم أحمد بن مفرج، وعدادهم 2500 رجل». 

### بني قيس
بني قيس بن مسعود تعد ثاني أكبر قبائل ألمع، وذروتها حسبًا، وأكثرها شهرة، قاعدتهم قرية البتيلة، وكانت لهم راية ألمع في المغازي. جاء عنها في دليل العرب (1916م):«بنو قيس بن مسعود يسكنون بالقرب من حدود علكم الهول، وهم علية القوم في ألمع؛ إذ تنتمي إليهم الأسر ذات اليد الطولى. وهم يستنكفون من أي تجارة مهما كانت ويعدون ذلك مما يحط من شأنهم فليس لهم سوى القتال، وشهرتهم في الشجاعة تضاهي شهرة أي قبيلة أخرى في المنطقة، كما أن نزاهتهم لا تشوبها شائبة، حيث يدعون للتحكيم في النزاعات القبلية من القبائل الصديقة المجاورة». وتزعم قبائل أسلم وآل محمود لتين بنسبتهم إلى قيس بن مسعود، وأن بيرقهم واحد في الحرب. ويمتلك بني قيس مستوطنة منعزلة تدعى صدرة قيس في أرض شديدة بالقرب من قنا.

### بني جونة
بني جونة وهم إخوة بني قيس وإلى الجنوب منهم، وداعيهم ولد مسعود. وهم أشهر موردي الأسلحة في الجزيرة العربية خلال النصف الأول من القرن العشرين.  يقيم بني جونة على ضفاف وادي حسوة ووادي كسان وأعالي وادي ريم، وحاضرتهم هي قرية قارية، وتمتد بلادهم جنوبا حتى مركز الحبيل، وشرقا حتى مركز حسوة، وغرباً إلى جونة ريم، ولهم بادية باتجاه قبيلة المنجحة. ويحدها من الشمال قيس بن مسعود، ومن الغرب قبيلة شحب، ومن الجنوب قبيلة أهل صلب. قال كيناهان كورنواليس (1916م):«بني جونة: يسكنون غرب بني ظالم، ويشتغلون بالتجارة، وقريتهم الرئيسية هي جيبوت واسمها مشتق من جيبوتي، وهي المركز الرئيسي لتجارة الأسلحة، ويشتغلون أيضاً بالصناعات المحلية، حيث يحيك الرجال والنساء المنسوجات من القش كالحصر والسلال والقبعات. وهم 2000 رجل، منهم 1000 من الرحل». 

### قبيلة شحب
شحب ويختص بهم لقب أولاد الصيق أكثر من بني مسعود، بالرغم أنه ليس لهم بوادي الصيق إلا قريتان. وكان يتبعها قديما قبيلة شديدة التي استقلت بمشيختها منذ مئة عام تقريبًا. وأرض هذه القبيلة ضخمة جدا، تبدأ من الصنيدلي فوادي عتود جنوبًا، وتتسع شمالاً عبر جبل غمرة إلى ما وراءه حتى تبلغ وادي نطع والأحابيش قرب مدينة محايل، وتمتد بلادهم غربًا حتى تبلغ بحر الحريضة. وينتشر بني شحب من أول منشأ وادي الصيق صعوداً على طول سلسلة جبال فقوة في جوار بني مسعود، وتنحدر بلادهم من تلك السلسلة غربا عبر قرى كثيرة لهم في أعالي وادي ريم حتى تبلغ باديتهم الشاسعة أسفل وادي ريم ووادي عرمرم ووادي نهب في السهل الموازي للحريضة والشقيق، وهم يخالطون في تلك البادية قبائل من الأزد وكنانة يعرفون بالمجمعة وآل مخلوطة والأخيرة هي في عداد قبيلة شديدة من عبد شحب اليوم. قال كيناهان كورنواليس (1916م):«عبد شحب: يقيمون في شمال وادي الأحابيش، وهم فلاحون ورعاة، ولا يغادرون حدودهم إلا للقتال. وهم 1500 مقاتل، منهم 1000 رحل». وفي قرية راده في جبل غمرة هناك عدة فخوذ يطلق عليها الهجن وهم بني مالك بن عمرو بن عدي الأزدي، وهم إخوة لفخوذ من قبيلة الريش.

### قبيلة البناء
البناء وهي قبيل تعود بأصولها إلى بني ظالم، وهم سكان مركز روام، وتمثل بلادهم أقصى حدود ألمع شمالاً بجوار مدينة محايل، وتتصل حدودهم غربًا مع مركز قنا. يحدهم جنوبًا أخوتهم بني ظالم وبني العوص من قطبة، ومن الشرق آل عاصم من ربيعة، ومن الغرب شديدة وأهل قنا. قال كيناهان كورنواليس (1916م):«البناء: يشاركون بني عبد شحب في بلادهم، ويماثلونهم في العيش على الزراعة والرعي، وهم 2500 مقاتل».

### بني زيد وأهل صلب
بني زيد وصلب هما قبيلان يعرفون ببني بكر، وتقع منازل هذه القبيلة في سفوح الجبل الواقع ما بين وادي حسوة ووادي مربه، ولهم بادية واسعة قرب الدرب. ويحدهم من الجنوب بني شعبة، ومن الشرق بني مغيد، ومن الشمال والغرب بني جونة. ويتنصل بعض أفراد هذه القبيلة من ألمع، ويزعمون صلتهم ببني شعبة، وفي ذلك قال فؤاد حمزة: «ينضوي تحت لواء القبيلة الأصلية الأزدية فرقتان هما: أهل الصلب وبنو زيد، وأصلهما من بكر مثل أهل الدرب». وقال كيناهان كورنواليس (1916م):«بني زيد تقيم بمحاذاة حدود بني مغيد وبني شعبة، وهم شديدو المراس في القتال، ويزرعون القهوة بكثرة على منحدرات التلال، أما عشائر الرحل منهم فيمتلكون الكثير من القطعان».